# 吳慶祥
吳慶祥，江蘇省太倉直隸州嘉定縣人，清朝政治人物、同進士出身。
光緒十六年（1890年），参加光緒庚寅科殿試，登進士三甲16名。同年五月，改翰林院庶吉士。光緒十八年五月，散館，著以知县即用。